# Ziracuaretiro
Ziracuaretiro es una localidad del estado mexicano de Michoacán de Ocampo, cabecera del municipio homónimo.

## Toponimia
El nombre Ziracuaretiro se interpreta como «lugar donde termina el calor y empieza el frío». Cecilio Robelo, en su obra Toponimia Tarasco-Hispano-Nahoa señala el origen tarasco e indica la grafía alternativa «Tziraquaretiro».

## Historia
La fundación del pueblo se remota años antes de la llegada de los españoles. Es un lugar atractivo en cuanto a su naturaleza y propicio para el cultivo de frutales. En 1554, Don Vasco de Quiroga, plantó 5 especies distintas de plátano traídas de las islas de santo Domingo y se propagaron y que actualmente son los que existen en la región.
En 1822, contaba con 327 habitantes, dedicados principalmente a la agricultura. En 1831, se elevó a categoría de tenencia, perteneciendo al municipio de Taretan y el 16 de marzo de 1922 se constituye en Municipio.

## Ubicación y superficie
La ciudad de Ziracuaretiro se encuentra aproximadamente en la ubicación 19°26′3″N 101°55′19″O / 19.43417, -101.92194, a una altitud de 1414 m s. n. m. El área urbana ocupa una superficie de 3.525 km². Se ubica a 6 kilómetros de San Ángel Zurumucapio que es la localidad más poblada del municipio y a 16 kilómetros de la ciudad de Uruapan del Progreso a la cual está conectada por la Carretera Federal 14D.

## Demografía
Según los datos registrados en el censo de 2020, la población de Ziracuaretiro es de 3019 habitantes, lo que representa un crecimiento promedio de 0.62% anual en el período 2010-2020 sobre la base de los 2842 habitantes registrados en el censo anterior. La localidad tiene una densidad de 856,4 hab/km². Es por su población la 181° localidad más poblada de Michoacán y la 18° cabecera municipal menos poblada del estado.
En 2020 el 48.8% de la población (1472 personas) eran hombres y el 51.2% (1547 personas) eran mujeres. El 64% de la población, (1931 personas), tenía edades comprendidas entre los 15 y los 64 años.
La población de Ziracuaretiro está mayoritariamente alfabetizada, (3.78% de personas mayores de 15 años analfabetas, según relevamiento del año 2020), con un grado de escolaridad en torno a los 8.5 años. Solo el 0.13% de la población se reconoce como indígena. 

El 95.3% de los habitantes de Ziracuaretiro profesa la religión católica.
En el año 2010 estaba clasificada como una localidad de grado medio de vulnerabilidad social. Según el relevamiento realizado, 1078 personas de 15 años o más no habían completado la educación básica, —carencia conocida como rezago educativo—, y 1033 personas no disponían de acceso a la salud.

### Población de Ziracuaretiro 1900-2020[10]
| Gráfica de evolución demográfica de Ziracuaretiro entre 1900 y 2020                               |
|                                                                                                   |
| Población de los censos del Instituto Nacional de Estadística y Geografía (INEGI) de 1900 a 2020. |

## Monumentos históricos
Por su valor arquitectónico, se destaca la Parroquia de San Miguel Arcángel.

## Relaciones Internacionales

### Hermanamientos
La ciudad de Ziracuaretiro tiene Hermanamientos con las siguientes ciudades alrededor del mundo
- Perico, Cuba (2005)[12][13][14][15]
- Nijmegen, Países Bajos (2013)[16]
- Matanzas, Cuba (2016)[17]
- Zihuatanejo, Mexico (2016)[18]